# Audi Forum (Ingolstadt)

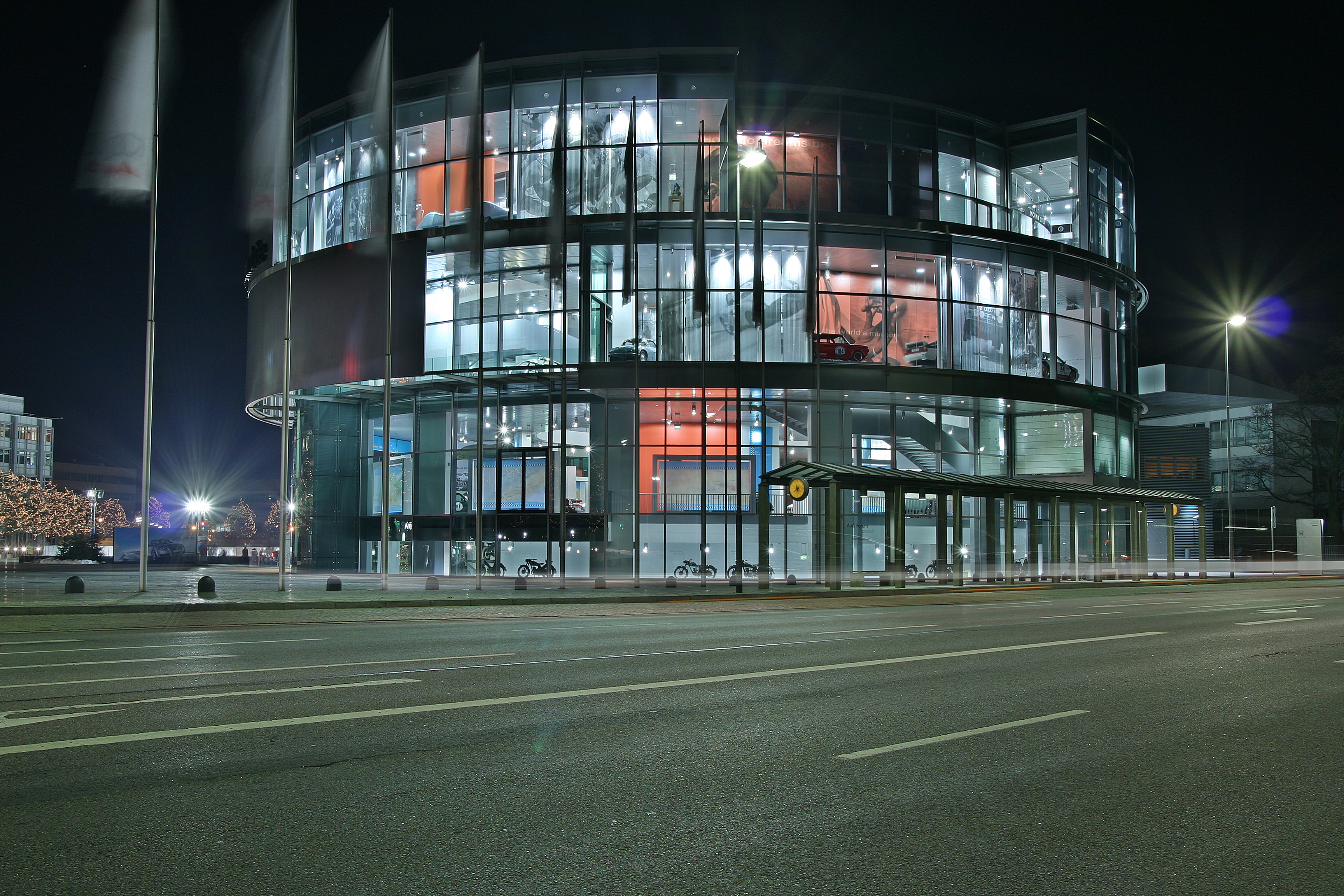
Audi museum mobile

Het Audi Forum in de Duitse stad Ingolstadt is een representatief gebouw van Audi AG, met een service center, een mogelijkheid voor Audi A3-, A4- of TT-kopers om hun auto op te halen, het Audi museum mobile, een Audi Shop en een restaurant. Audi AG beschikt over nog een forum in Neckarsulm.
Na een intensieve verbouwing heropende het forum op 12 maart 2008 zijn deuren. Het gebouw is vormgegeven in het thema van de jaarringen van een boom, waarmee behoud en groei wordt uitgedrukt.
Het Audi museum mobile toont de technische vooruitgang in de automobielindustrie in de laatste honderd jaar, aan de hand van historische Audi, DKW, Wanderer, Auto Union, Horch en NSU exemplaren. Daarnaast is het mogelijk de productiehal of de spuiterij te bezoeken.

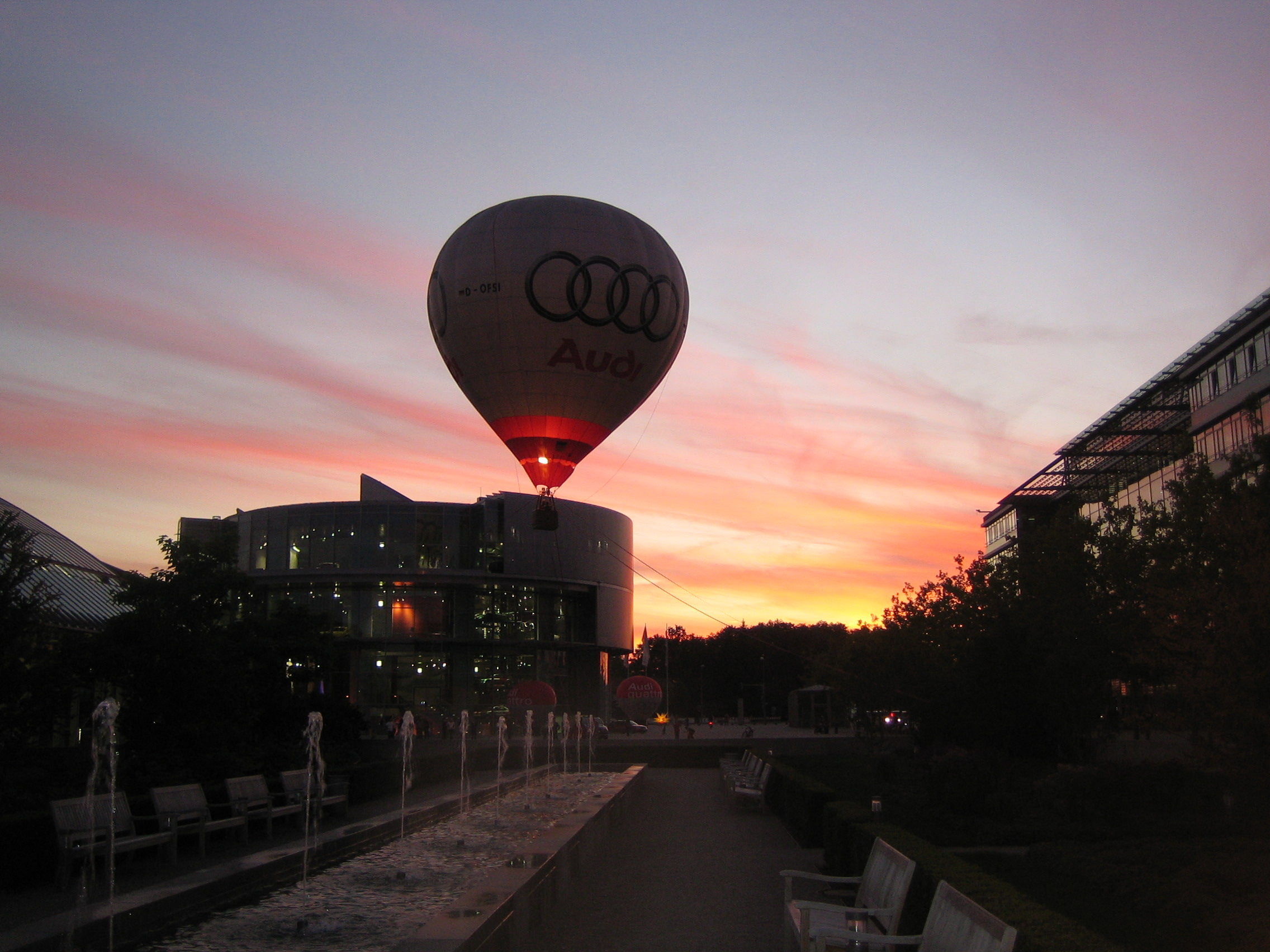
Audi Forum Ingolstadt
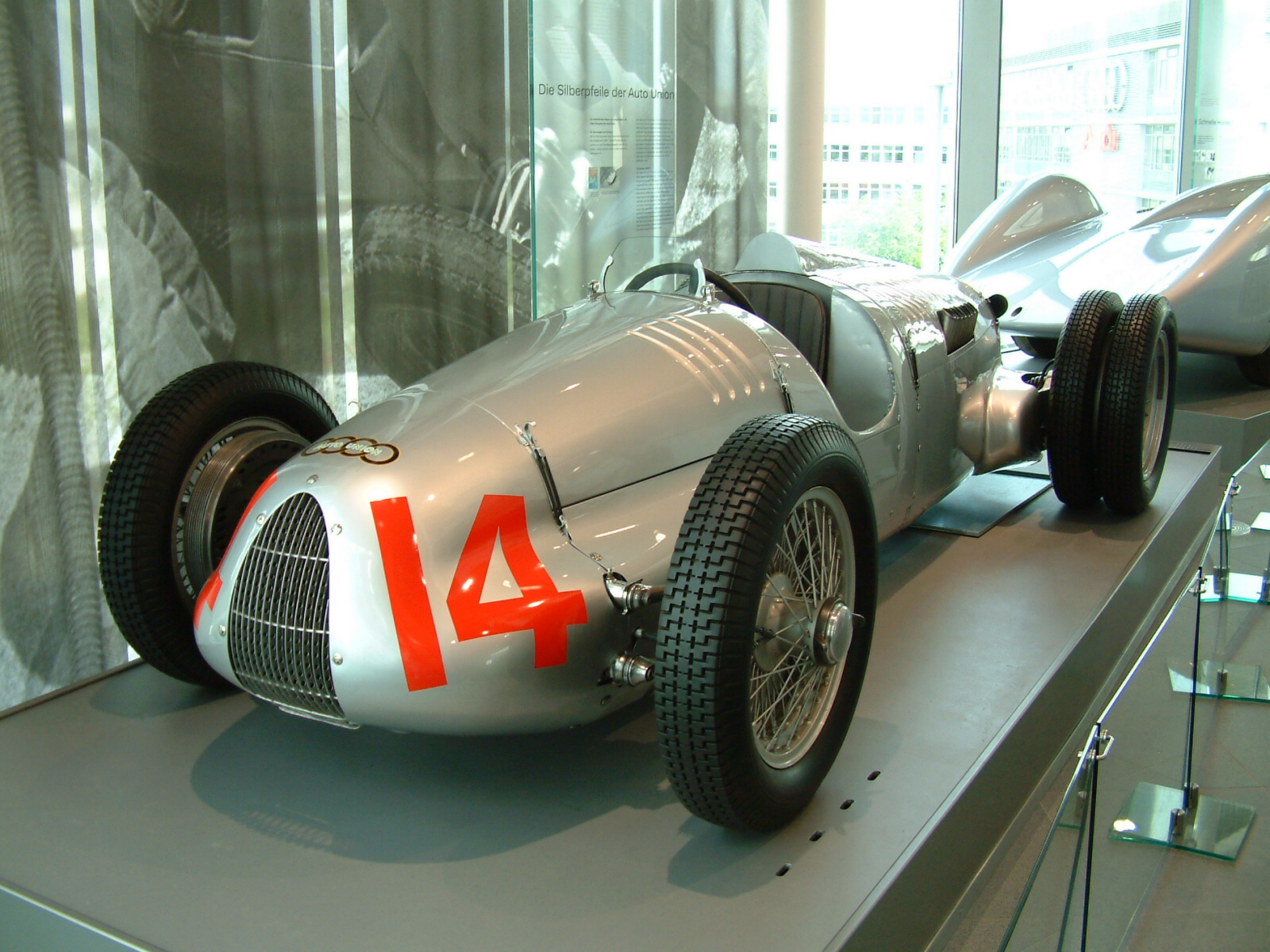
Auto Union Type D
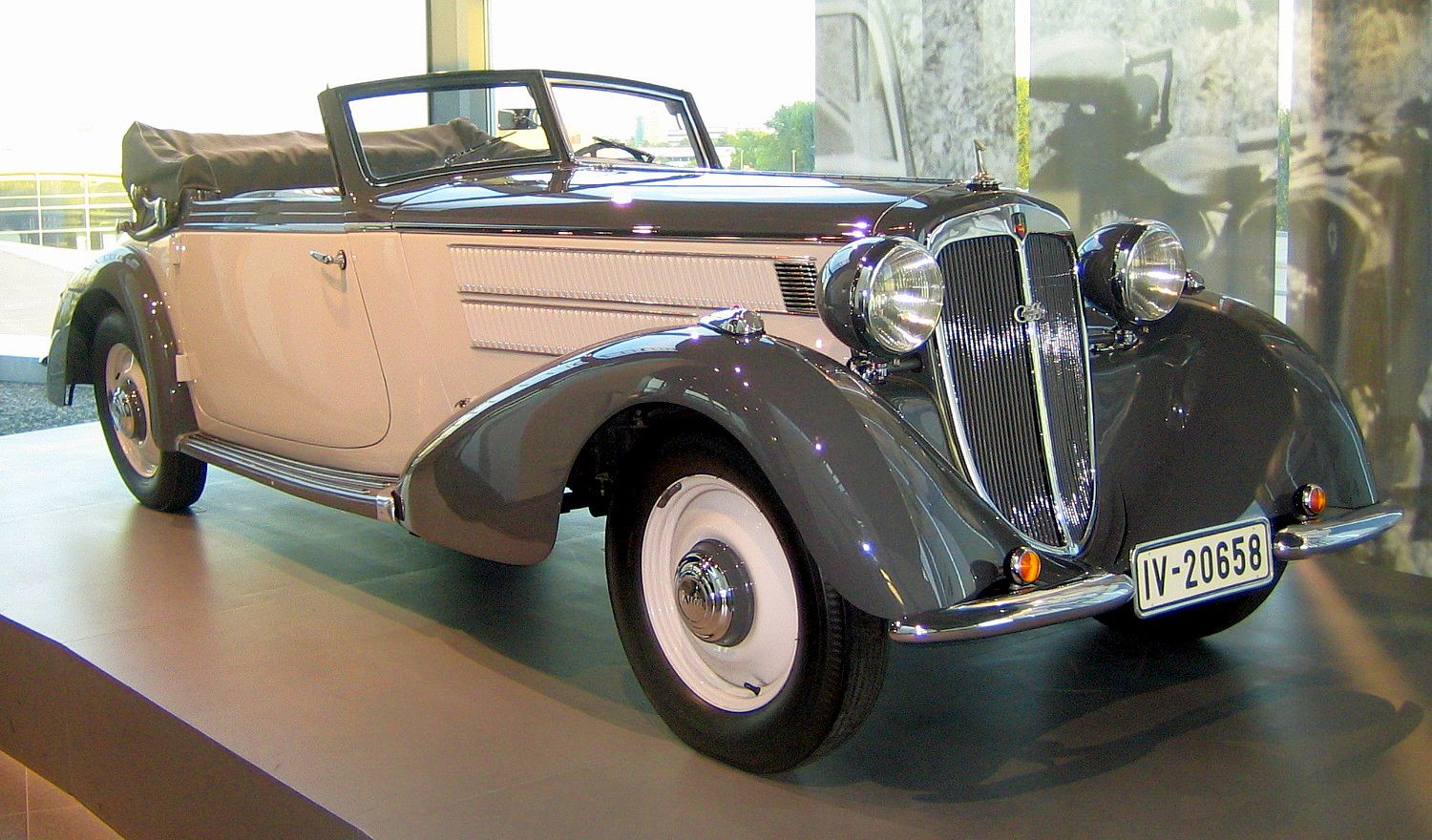
Audi Front 225 cabriolet
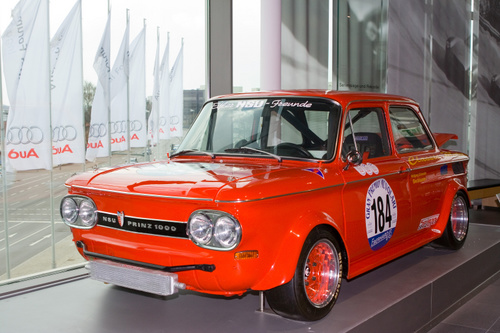
NSU Prinz 1000
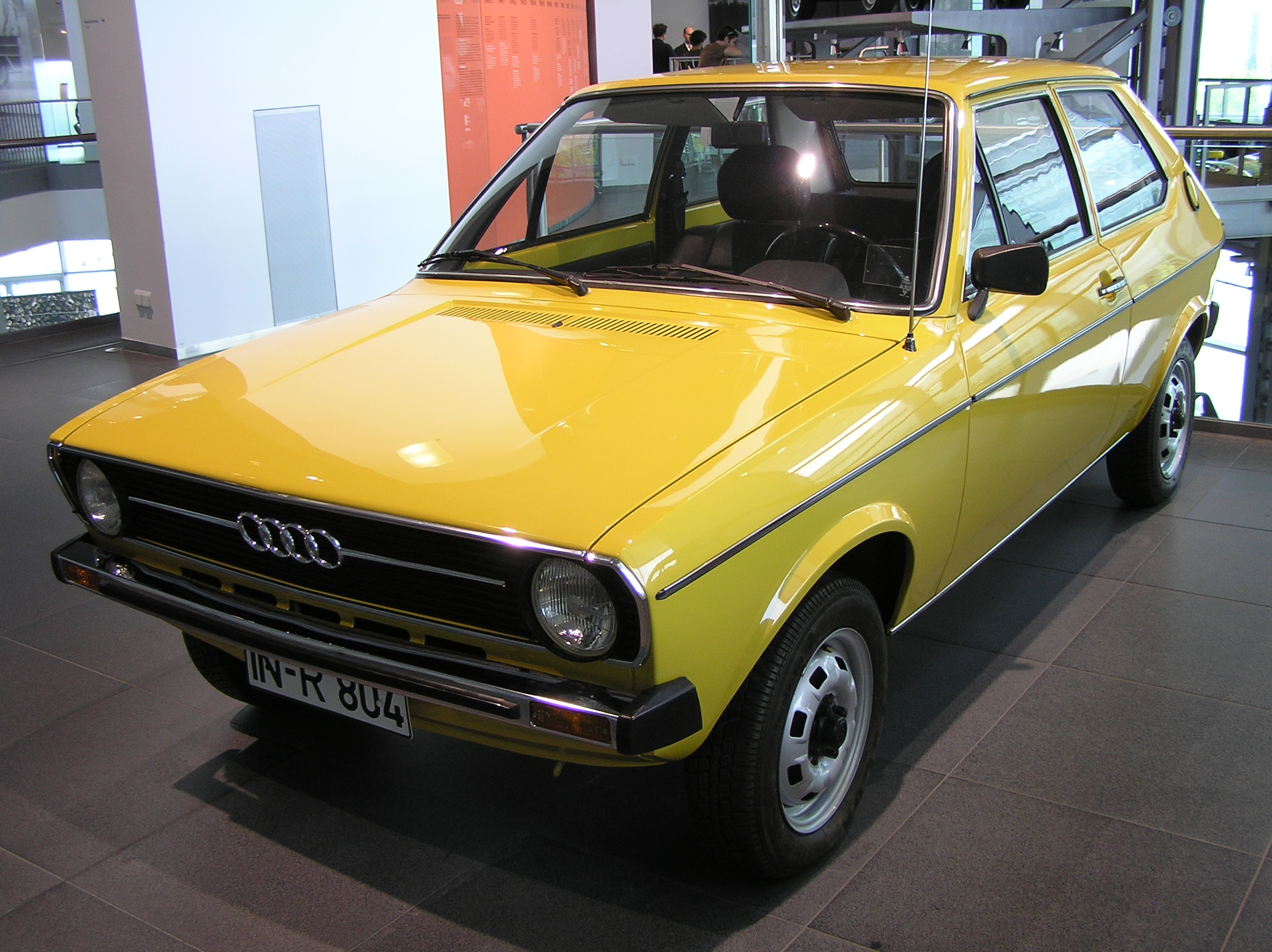
Audi 50
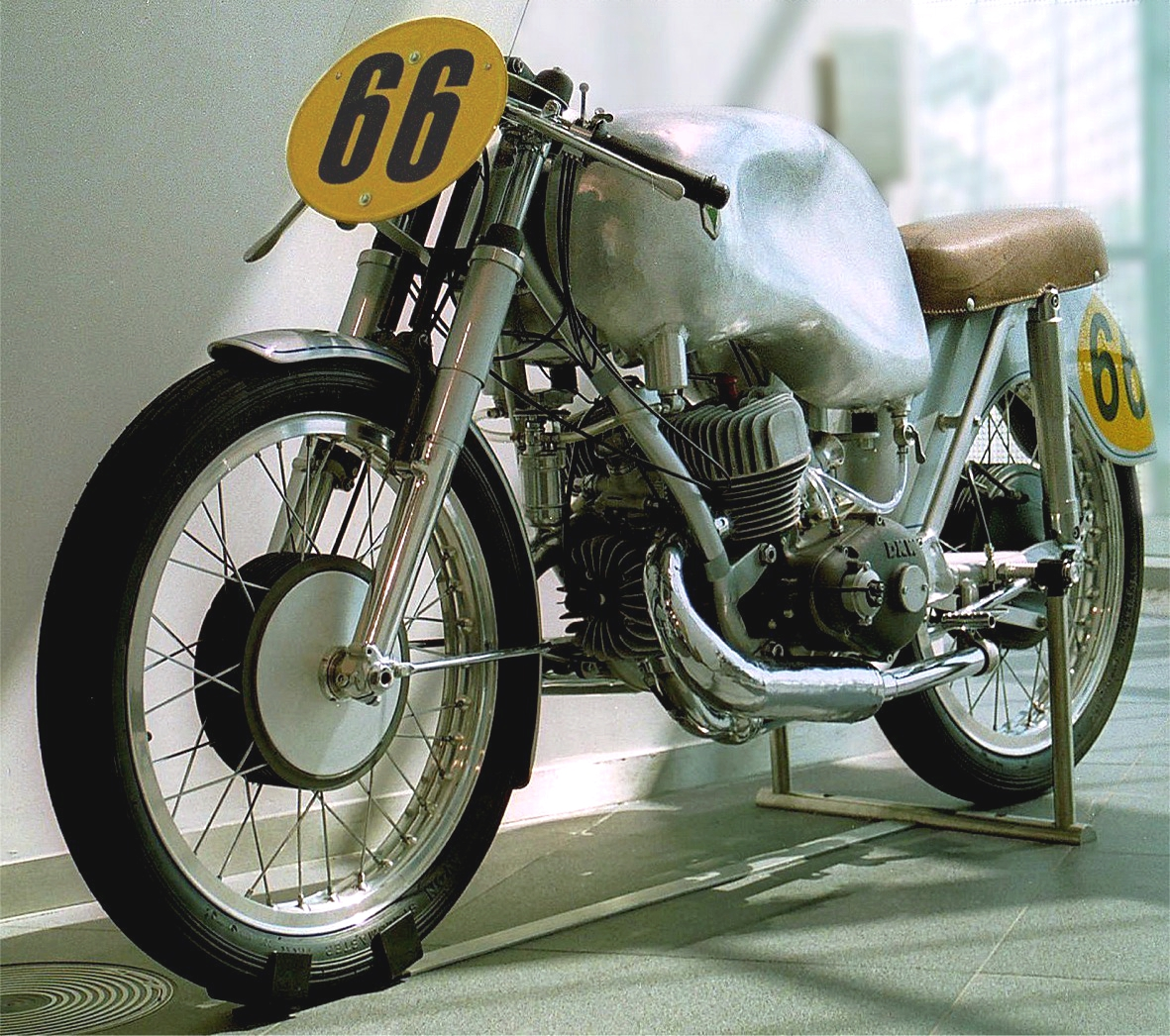
DKW 3-cilinder uit ca. 1952
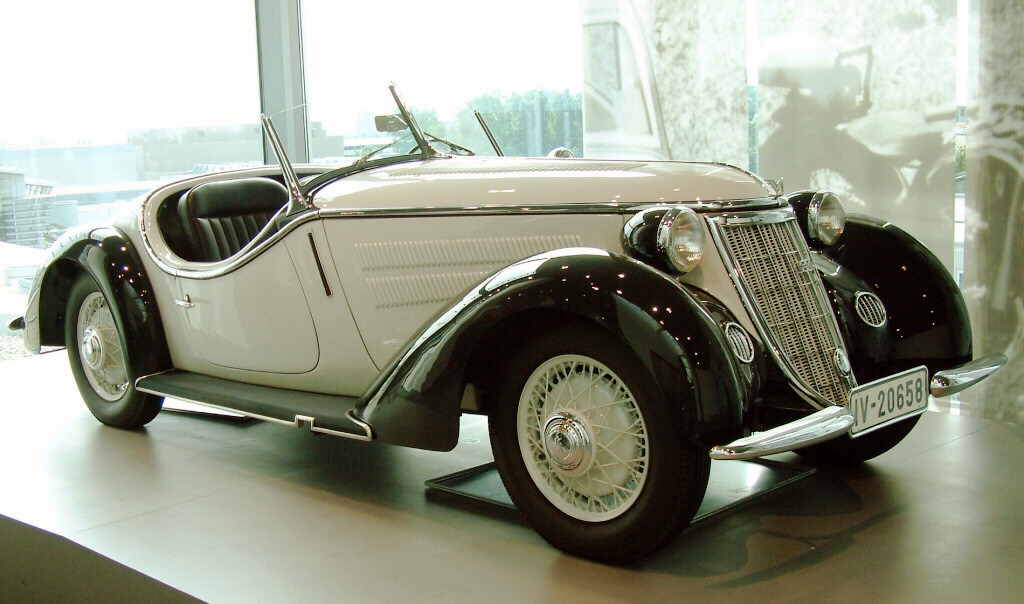
Wanderer W25K (ca. 1937)
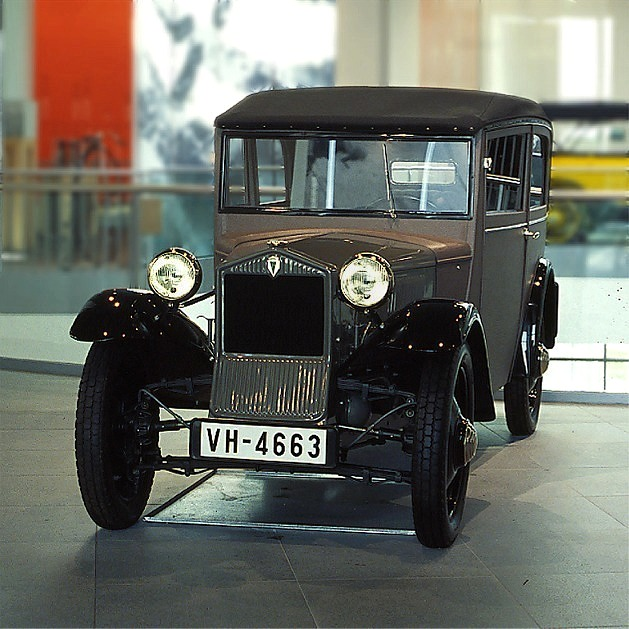
DKW F1 uit 1931

- Gemeinsame Normdatei: 4680840-1
- Virtual International Authority File: 248736755